# Psychiker (Psychiatrie)
Als Psychiker werden diejenigen Psychiater und Vertreter des Fachgebiets Psychiatrie bezeichnet, die bei psychischen Erkrankungen eine Störung der Seele bzw. des Geists für maßgeblich halten. Die Seele leidet nach Georg Ernst Stahl (1660–1734) („pathetisch“) an sich selbst und bewirkt außerdem auch („sympathisch“) körperliche Störungen. Diese Auffassung steht im Gegensatz zum theoretischen Ansatz der Somatiker, wonach nicht seelische, sondern körperliche Störungen für das Auftreten von psychischen Krankheiten verantwortlich seien.

## Geistesgeschichte
Die gegensätzlichen Begriffe „Psychiker“ und „Somatiker“ sind eine Folge geistesgeschichtlicher Traditionen, in denen der Begriff der Seele einen festen Platz erworben hatte, und eine Folge von Entwicklung der neu aufgekommenen Naturwissenschaften sowie der Mathematik. Das Leib-Seele-Problem steht somit im Mittelpunkt der Auseinandersetzungen zwischen Psychikern und Somatikern, die mit ideologischem Eifer ausgetragen wurden. Vertreter der Psychiker in Deutschland waren meist Theologen oder theologisch orientierte Philosophen oder stammten aus einem entsprechenden Elternhaus.

## Geschichte der Psychiatrie
Psychiker hat es vor allem in Deutschland gegeben. Ackerknecht sieht hierfür auch politische Faktoren als maßgeblich an. Die Tatsache, dass die Positionen der Psychiker häufig von Philosophen und Theologen vertreten wurde, berechtigt die Annahme, dass es sich hierbei eigentlich um die Fortsetzung einer Staatsphilosophie handelte, wie sie im Absolutismus üblich war, vgl. → Hôpital général. Als ersten Psychiker kann man Georg Ernst Stahl (1660–1734) mit seiner Lehre des Animismus ansehen. Psychiker waren damals vor allem Johann Gottfried Langermann (1768–1832), Johann Christian August Heinroth (1773–1843) und Karl Wilhelm Ideler (1795–1860) und Heinrich Philipp August Damerow (1798–1866). Die meisten Psychiker, allen voran Heinroth, sprachen sich gegen die Möglichkeit einer Erblichkeit von Geisteskrankheiten aus. Die vielschichtige Definition von Seele und Geist wurde hauptsächlich von Philosophen betrieben. Dies mag auch eine Rolle bei der Namensgebung der Psychiker spielen. In Deutschland wurde der Begriff Psychiatrie zuerst durch Johann Christian Reil (1759–1813) geprägt, der allerdings bereits somatische Aspekte in seine Überlegungen einbezog. Die Begriffsbildung der Psychosomatik wurde ebenfalls in dieser Periode erstmals in Deutschland nämlich von J. C. A. Heinroth verwendet. An der hauptsächlich philosophischen Auseinandersetzung beteiligt waren in Deutschland Immanuel Kant (1724–1804) mit seiner Anthropologie in pragmatischer Hinsicht, Friedrich Wilhelm Schelling (1775–1854) mit seiner Identitätsphilosophie oder auch sein Schüler Carl August von Eschenmayer (1768–1852), der gleichzeitig Arzt und Philosoph war. Eine Gegenposition zu Schelling in der Frage der Geisteskrankheiten nahm Georg Wilhelm Friedrich Hegel (1770–1831) ein. Hauptsächlich zu Beginn des 19. Jahrhunderts hat es eine Auseinandersetzung über das Wesen psychischer Erkrankungen gegeben. Grundlage dieser Diskussion bildete die bereits vorangeschrittene Entwicklung psychiatrischer Einrichtungen in England und Frankreich. Hierfür waren in England eher sozioökonomische, in Frankreich eher politische Faktoren verantwortlich.
In Deutschland gab es zu diesen Fragen keine breite öffentliche Meinung. Daher ist die historische Entwicklung der Anstaltspsychiatrie zunächst eher nach Gesichtspunkten der öffentlichen Sicherheit und Moral erfolgt, wie sie in Regierungskreisen erwünscht war. Die moralische Behandlung war somit auch für die Psychiker eher am Maßstab der öffentlichen Moral denn an den persönlichen Wertmaßstäben zu bemessen. Sie war die Methode par excellence, da nicht durch körperliche, sondern durch moralische Maßnahmen ein Einfluss auf die Seele ausgeübt werden sollte. Dies führte dazu, dass eher militärischer Drill als heilsamer Umgang mit den Kranken gepflegt wurde.
Weitere, den Psychikern zumindest nahestehende Persönlichkeiten waren Carl Joseph Windischmann, Johann Nepomuk Ringseis, Andreas Röschlaub, Friedrich Eduard Beneke, Dietrich Georg Kieser und Alexander Haindorf.

## Heutige Bedeutung
Die Bedeutung seelischer Faktoren bei der Auslösung psychischer Krankheiten wird heute als Psychogenie bezeichnet. Sie spielt u. a. eine Rolle bei der Beurteilung funktioneller Zusammenhänge, die ohne organische Schädigung bestehen können. Psychogenie ist von entscheidender Bedeutung für das Berufsbild der Psychologen, Psychotherapeuten und Vertreter der Psychosomatischen Medizin. Der noch heute unfruchtbare Gegensatz zweier ideologischer Lager (Somatiker und Psychiker) sollte durch eine ganzheitliche und multikonditionale Betrachtungsweise (Ernst Kretschmer) überbrückt werden.